# Raveniola ferghanensis
Raveniola ferghanensis är en spindelart som först beskrevs av Sergei Zonstein 1984.  Raveniola ferghanensis ingår i släktet Raveniola och familjen Nemesiidae. Inga underarter finns listade i Catalogue of Life.